# سوتلانا ایگومنوا
سوتلانا ایگومنوا (انگلیسی: Svetlana Igumenova؛ متولد ۱۱ مارس ۱۹۸۸) یک تکواندوکار روسی است.
وی در مسابقات قهرمانی تکواندو جهان ۲۰۱۵، پس از شکست در مرحله نیمه نهایی در برابر وو جینگیو، در دسته مگس‌وزن (سبک‌وزن) موفق به کسب مدال برنز شد. موفقیت‌های او در مسابقات تکواندو قهرمانی اروپا عبارت است از کسب مدال برنز در سال ۲۰۱۴.